# Byhåla 3
Byhåla 3 är den tredje och sista delen av en serie om raggarna Ronny och Ragge, inspelad 1993. Den föregicks av Byhåla (1991) och Byhåla 2: Tillbaka till Fårrden (1992). Serien sändes först i programmet Megafon och gick sedan i repris år 1997. Liksom i de två föregående serierna gestaltas titelfigurerna av Peter Settman och Fredde Granberg. 

## Handling
I den fiktiva staden Byhåla bor raggarna Ronny och Ragge. En natt ligger de i en husvagn och Ragge drömmer mardrömmar om Fårrden som i den föregående säsongen blivit skrotad. Dagen efter går de två ensamma till kiosken och är ganska deprimerade. Bernst-Gunnar dyker upp i en sprillans ny, röd bil med några tjejer i den och börjar retas med raggarna. Ragge blir arg och slänger en korv på motorhuven på Bernst-Gunnars bil som hämnd. Men Ragge saknar sin Fårrd mycket att han faller ihop. Ronny tar Ragge till ett mentalsjukhus och läkarna där gör olika tester på Ragge och kommer fram till att han lider psykiskt.
Läkaren förklarar för Ronny att han måste ordna en ny bil till Ragge, för om han inte gör det "Då kommer Ragge att dö!", säger han. Efter ett tag ligger Ragge med ett bandage runt huvudet. Ronny har nämligen en överraskning till Ragge och när de går ut ser Ragge en bil inslaget i ett paket. Ragge öppnar paketet och ser att det är en ny Fårrd. Ragge blir glad och bestämmer sig för att åka ut och ragga igen.
De åker till en campingplats och ligger i ett tält och stöter på en romsk kvinna som börjar bli lite förtjust i Ragge.
Sedan beslutar sig Ronny och Ragge för att söka efter ett jobb. När de är inne på Arbetsförmedligen börjar Ragge få en idé, att de ska börja med att spela in filmer.
De börjar filma Bettan, och försöker göra sitt bästa för att lura henne att spela in en porrfilm. Plötsligt dyker Bernst-Gunnar upp och hämtar Bettan och anmäler sedan på kvällen Ronny och Ragge till polisen om att de har gjort olagliga saker. 
Samma kväll, när Ronny och Ragge ligger och sover, märker Ronny att det är någon utanför. Ragge börjar bli väldigt misstänksam och de båda går ut för att se vad som pågår. De grips av polisen som sätter dem i en polisbil. En civilpolis börjar prata med Bernst-Gunnar och tackar honom för tipset. Ragge ser Bernst-Gunnar och kan ana att det var han som satte ditt dem. Ronny och Ragge flyr från platsen och hamnar på samma plan som Bernst-Gunnar som ska ta semester på Kanarieöarna. 
Väl på Kanarieöarna börjar det hända mycket saker och serien slutar med att Bernst-Gunnar och Ragge blir häktade och Ronny får ett pök, Agneta.

## Rollista (i urval)
- Fredde Granberg - Ragge
- Peter Settman - Ronny
- Annika Lantz - Agneta
- Thomas Claesson - Polis
- Andreas Egerup - Bernst-Gunnar
- Ingrid Ståbis - Bettan
- Camilla Kvartoft - Gunilla

### Fotnoter
1. 1 2  Byhåla 3, eftertexter.[källa från Wikidata]